# Вікінг (футбольний клуб)
Футбольний клуб «Ві́кінг» (норв. Viking Fotballklubb) — норвезький футбольний клуб з міста Ставангер. Заснований у 1899 році. Один з найпопулярніших норвезьких клубів. Восьмиразовий чемпіон Норвегії та п'ятиразовий переможець кубка. Клуб грає у вищому дивізіоні з моменту заснування ліги. На європейській арені відзначився перемогами над «Челсі» (кубок УЄФА 2002—2003) і «Спортінгом» (кубок УЄФА 1999—2000).

## Історія
Історія футбольного клубу з міста Ставангер починається ще з 1899 року. Тривалий час клуб грав на місцевому рівні, поки перший раз не відзначився на загальнонаціональному, коли у 1933 році «Вікінг» дійшов до фіналу Кубка Норвегії, де він поступився клубу «Мйондален». Саме в 30-ті роки з лав «Вікінга» вийшло чимало відомих футболістів. Зокрема Рейдар Кваммен — бронозовий призер Олімпіади 1936 року.
Після Другої світової війни у 50-их роках «Вікінг» захопив лідируючі позиції в норвезькому футболі. У цей час команда двічі виграла Кубок Норвегії і у 1958 році стала чемпіоном країни. Багаторічний беззмінний воротар команди Сверре Андерсен був найвидатнішим гравцем того періоду. Також багато футболістів «Вікінг» делегував до національної збірної Норвегії. Саме з тим періодом пов'язаний і рекорд відвідуваності на матчах «Вікінга». Півфінал Кубку з «Оддом» у 1959 році переглянуло 18 892 вболівальника.
Після відносно спокійного періоду 60-их років, у 70-их «Вікінг» знову повернув собі домінуючи позиції у Першому дивізіоні. З 1972 по 1975 роки команда чотири рази вигравала національний чемпіонат. Ще раз повторила подібний успіх у 1979 році.
80-ті роки починалися для клуба непогано. Але згодом «Вікінг» втратив позиції і опинився у Другому дивізіоні. 
Прихід шведського тренера Бенні Леннартссона та кількох гравців, таких як К'єль Йоневрет та Пер Голмберг значно підняв планку заробітних плат у клубі. Але ці витрати згодом виправдали себе. «Вікінг» повернувся до Тіппеліги і у 1991 році виграв національний чемпіонат.
Почавши виступ у Лізі чемпіонів «Вікінг» здивував усю футбольну Європу, коли тільки з великими труднощами легендарна «Барселона» змогла здолати скромний норвезький клуб.
90-ті роки пройшли для «Вікінга» у постійній боротьбі за першість у національному чемпіонаті з «Русенборгом» з Тронгейму, яку команда з Ставангера здебільшого програвала. 90-ті відзначаються зростанням попиту на норвезьких футболістів у провідних європейських чемпіонатах. «Вікінг» також отримав значний прибуток від трансферів своїх футболістів до європейських клубів.
Бенні Леннартссон повернувся у клуб у 2000 році. І його повернення призвело до виграшу бронозових нагород чемпіонату, а також до історичної перемоги у Лізі Європи над англійським «Челсі».
У 2004 році «Вікінг» перейшов на власний стадіон, що розташований у Йоттовогені і який отримав назву «Вікінг-Арена». В той же час до керма клубу став видатний англійський тренер Рой Ходжсон. Але вже за рік англієць залишив команду.
Подальші роки відзначаються нестабільними результатами команди з Ставангера. Одного часу «Вікінг» був на межі вильоту з Тіппеліги. У 2017 році «Вікінг» посів останнє місце у Елітсерії і понизився до ОБОС-ліги. Але вже наступного сезону команда повернулася до еліти, щоб вже за рік тріумфувати у розіграші національного Кубка.

## Логотип та кольори
У перші роки кольори клубу були повністю білими. Але це створювало певні проблеми перед чисткою форми. Щоб не втратити червоний та жовтий кольори на значку, його кожного разу треба було знімати перед пранням та чіпляти знову після. Тому згодом кольори форми змінили на темно-сині, що й дало привід для нового прізвиська команди.
Тривалий час логотип команди залишався незмінним. Тільки у січні 2020 року були внесені деякі корективи. Зокрема був змінений колір фона та шрифт на значку.

## Стадіон

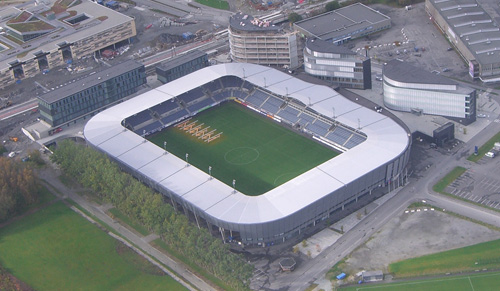
Загальний вигляд стадіона

З 2004 року домашньою ареною для «Вікінга» є «Вікінг-Арена», яка вміщує 17 555 глядачів.

## Принципові суперники
Найбільш принциповими суперниками як на загальнонаціональному так і на місцевому рівняї є «Бранн», «Брюне», «Гаугесун», «Саннес Ульф» та «Старт». Суперництво з «Бранном» та «Гаугесунном» часто називають Дербі Західної Норвегії норв. Vestlandsderbyet.
«Брюне», «Гаугесунн» та «Саннес Ульф» базуються у графстві Ругаланн, де знаходиться і «Вікінг».
Сезон 2003 року був останнім, коли «Брюне» і «Вікінг» грали разом в одній лізі.

## Досягнення
- Чемпіонат Норвегії:
  - Чемпіон (8): 1958, 1972, 1973, 1974, 1975, 1979, 1982, 1991
  - Срібний призер (2): 1981, 1984

- Кубок Норвегії:
  - Володар (6): 1953, 1959, 1979, 1989, 2001, 2019
  - Фіналіст (5): 1933, 1947, 1974, 1984, 2000

## Виступи в єврокубках
| Сезон   | Змагання                     | Раунд   | Клуб                   | Вдома | На виїзді | В сукупності |  |
| ------- | ---------------------------- | ------- | ---------------------- | ----- | --------- | ------------ |  |
| 1972–73 | Кубок УЄФА                   | 1Р      | Вестманнаейя           | 1–0   | 0–0       | 1–0          |  |
| 1972–73 | Кубок УЄФА                   | 2Р      | Кельн                  | 1–0   | 1–9       | 2–9          |  |
| 1973–74 | Кубок Європейських чемпіонів | 1Р      | Спартак Трнава         | 1–2   | 0–1       | 1–3          |  |
| 1974–75 | Кубок Європейських чемпіонів | 1Р      | Арарат Єреван          | 0–2   | 2–4       | 2–6          |  |
| 1975–76 | Кубок Європейських чемпіонів | 1Р      | Моленбек               | 0–1   | 2–3       | 2–4          |  |
| 1976–77 | Кубок Європейських чемпіонів | 1Р      | Банік Острава          | 2–1   | 0–2       | 2–3          |  |
| 1979–80 | Кубок УЄФА                   | 1Р      | Боруссія Менхенгладбах | 1–1   | 0–3       | 1–4          |  |
| 1980–81 | Кубок Європейських чемпіонів | 1Р      | Црвена Звезда          | 2–3   | 1–4       | 3–7          |  |
| 1982–83 | Кубок УЄФА                   | 1Р      | Локомотив Лейпциг      | 1–0   | 2–3       | 3–3 (г)      |  |
| 1982–83 | Кубок УЄФА                   | 2Р      | Данді Юнайтед          | 1–3   | 0–0       | 1–3          |  |
| 1983–84 | Кубок Європейських чемпіонів | 1Р      | Партизан               | 0–0   | 1–5       | 1–5          |  |
| 1985–86 | Кубок УЄФА                   | 1Р      | Легія                  | 1–1   | 0–3       | 1–4          |  |
| 1990–91 | Кубок володарів кубків       | 1Р      | Льєж                   | 0–2   | 0–3       | 0–5          |  |
| 1992–93 | Ліга чемпіонів               | 1Р      | Барселона              | 0–0   | 0–1       | 0–1          |  |
| 1995–96 | Кубок УЄФА                   | ПР      | Тампере                | 3–1   | 4–0       | 7–1          |  |
| 1995–96 | Кубок УЄФА                   | 1Р      | Осер                   | 1–1   | 0–1       | 1–2          |  |
| 1997–98 | Кубок УЄФА                   | 1КР     | Воєводина              | 0–2   | 2–0       | 2–2 (п)      |  |
| 1997–98 | Кубок УЄФА                   | 2КР     | Ксамакс                | 2–1   | 0–3       | 2–4          |  |
| 1999–00 | Кубок УЄФА                   | 1КР     | Принсіпат              | 7–0   | 11–0      | 18–0         |  |
| 1999–00 | Кубок УЄФА                   | 1Р      | Спортінг               | 3–0   | 0–1       | 3–1          |  |
| 1999–00 | Кубок УЄФА                   | 2Р      | Вердер                 | 2–2   | 0–0       | 2–2 (г)      |  |
| 2001–02 | Кубок УЄФА                   | 1КР     | Бротньо                | 1–0   | 1–1       | 2–1          |  |
| 2001–02 | Кубок УЄФА                   | 1Р      | Кілмарнок              | 2–0   | 1–1       | 3–1          |  |
| 2001–02 | Кубок УЄФА                   | 2Р      | Герта                  | 0–1   | 0–2       | 0–3          |  |
| 2002–03 | Кубок УЄФА                   | 1Р      | Челсі                  | 4–2   | 1–2       | 5–4          |  |
| 2002–03 | Кубок УЄФА                   | 2Р      | Сельта                 | 1–1   | 0–3       | 1–4          |  |
| 2005–06 | Кубок УЄФА                   | 1КР     | Портадаун              | 1–0   | 2–1       | 3–1          |  |
| 2005–06 | Кубок УЄФА                   | 2КР     | Ріл                    | 2–1   | 1–0       | 3–1          |  |
| 2005–06 | Кубок УЄФА                   | 1Р      | Аустрія Відень         | 1–0   | 1–2       | 2–2 (г)      |  |
| 2005–06 | Кубок УЄФА                   | Група A | Монако                 | 1–0   | Н/Д       | 4-те місце   |  |
| 2005–06 | Кубок УЄФА                   | Група A | Гамбург                | Н/Д   | 0–2       | 4-те місце   |  |
| 2005–06 | Кубок УЄФА                   | Група A | Славія Прага           | 2–2   | Н/Д       | 4-те місце   |  |
| 2005–06 | Кубок УЄФА                   | Група A | ЦСКА Софія             | Н/Д   | 0–2       | 4-те місце   |  |
| 2008–09 | Кубок УЄФА                   | 1КР     | Ветра                  | 2–0   | 0–1       | 2–1          |  |
| 2008–09 | Кубок УЄФА                   | 2КР     | Гонка                  | 1–2   | 0–0       | 1–2          |  |
| 2020–21 | Ліга Європи                  | 2КР     | Абердин                | 0–2   | Н/Д       | 0–2          |  |

Примітки
- ПР: Попередній раунд
- 1КР: Перший кваліфікаційний раунд
- 2КР: Другий кваліфікаційний раунд
- 1Р: Перший раунд
- 2Р: Другий раунд